# Yongxing
För andra betydelser, se Yongxing (olika betydelser).
Yongxing, tidigare romaniserat Yunghing, är ett härad som lyder under Chenzhous stad på prefekturnivå i Hunan-provinsen i sydöstra Kina.